# Bebearia badiata
Bebearia badiata är en fjärilsart som beskrevs av Hans Rebel 1914. Bebearia badiata ingår i släktet Bebearia och familjen praktfjärilar. Inga underarter finns listade i Catalogue of Life.